# Halál esetére szóló ajándékozás
A halál esetére szóló ajándékozás a végintézkedések egyik fajtája. Ingyenes tulajdonátruházó kétoldalú jogügylet, amelyben az ajándékozás azzal a feltétellel történik, hogy a megajándékozott az ajándékozót túléli. Az ilyen szerződésre az ajándékozás szabályait azzal az eltéréssel kell alkalmazni, hogy a szerződés alakiságaira az öröklési szerződés alakiságai az irányadók. A megajándékozott nem osztozik a hagyatéki terhekben.

## A hatályos magyar Polgári Törvénykönyvben
1. halál esetére szóló ajándékozás csak olyan juttatásra nézve érvényes, amely végrendelet esetében dologi hagyománynak minősülne[1]
2. az ajándékozás azzal a feltétellel történik, hogy a megajándékozott az ajándékozót túléli.[2]
3. a tulajdonjog átszállására csak az örökhagyó halálakor kerül sor.

Dologi hagyomány esetén az örökhagyó a hagyatékban meglévő egy vagy több vagyontárgyat közvetlenül juttatja a végintézkedésben meghatározott személynek, a hagyományosnak (itt: megajándékozottnak). 
Ellentétben a kötelmi hagyománnyal, amelyben az örökhagyó arra kötelezi örökösét, hogy a végrendeletben megjelölt személynek (hagyományosnak) meghatározott vagyoni szolgáltatást teljesítsen.

### Alakiságok
A Polgári Törvénykönyv rendelkezései szerint a halál esetére szóló ajándékozásnak nagyon szigorú alaki és tartalmi szabályoknak kell megfelelnie, hasonlóképpen a végrendelethez, ezektől eltérni nem lehet. Eltérés esetén akár érvénytelennek is nyilváníthatják az ajándékozási jogügyletet, ami a későbbiekben számos probléma okozója lehet.